# Microtransacción
Las microtransacciones son un modelo de negocio donde los usuarios pueden comprar objetos virtuales mediante micropagos. Se utiliza en los juegos gratuitos o free to play (F2P) para que los desarrolladores tengan un medio de ingresos con el producto. También se puede encontrar en las aplicaciones móviles pero igualmente se da en juegos de computador en plataformas como Steam.
Los juegos gratuitos que tienen microtransacciones los llama comúnmente freemium. El método pagar para ganar (en inglés pay to win o P2W) es un término usado para juegos gratuitos que venden objetos que le otorgan una ventaja al jugador contra otros jugadores que no tienen dicho artículo, el cual muchas veces no se puede conseguir sin pagar.
Los artículos comprados pueden ser  armas y objetos útiles (que dan una ventaja). Algunos desarrolladores han indicado que solo los artículos estéticos tienen que ser comprados con micropagos para poder mantener una buena jugabilidad, ya que estos no representan un desequilibrio a la hora de jugar, manteniendo la igualdad de condiciones.
Team Fortress 2 e Invokers Tournament son ejemplos de un videojuegos gratuitos en los que se pueden comprar artículos estéticos y armas gracias a las microtransacciones pero con la diferencia de que los jugadores pueden obtener armas solo jugando un determinado tiempo. A esos jugadores se les ha denominado con jugadores F2P, ya que nunca han gastado dinero en el juego.